# Bisaltes strandi
Bisaltes strandi là một loài bọ cánh cứng trong họ Cerambycidae.